# Get Over It (film)
Get Over It is een Amerikaanse romantische
komedie uit 2001. De film projecteert het leven van een groep
middelbare scholieren in het toneelstuk Een midzomernachtsdroom
van William Shakespeare.

## Verhaal
De knappe Allison raakt uitgekeken op haar vriend Berke en zet hem aan de
deur. Berke is er kapot van en doet er alles aan om haar terug te krijgen.
Allison begint echter een relatie met de hooghartige Bentley die als
bijnaam Striker heeft. De twee nemen deel aan de audities voor
het toneelstuk Een midzomernachtsdroom van de schooltoneelgroep.
Omdat Allison auditie doet doet Berke hetzelfde maar omdat hij niets van
toneel afweet vraagt hij hulp aan Kelly, de zus van een van zijn vrienden.
Na een tijdje voelt die wel wat voor Berke maar hij heeft enkel oog voor
Allison. Tot Allison op een feestje Bentley betrapt terwijl hij Allisons
beste vriendin kust. Hierna vraagt Allison Berke om terug te komen.
Verbaasd accepteert hij waarna een kus volgt. Dat ziet Kelly die intussen
behoorlijk verliefd is op Berke. Tijdens de opvoering van het toneelstuk
komt Berke plots tot inzicht. Hij verdraait het verloop van het stuk en
wijst Allison af om te eindigen met een kus met Kelly. Tijdens de film
worden de gebeurtenissen regelmatig geprojecteerd in het toneelstuk dat
een gelijkaardige plot heeft.

## Rolbezetting
| Acteur              | Personage             | Opmerkingen                                  |
| ------------------- | --------------------- | -------------------------------------------- |
| Kirsten Dunst       | Kelly Woods           | Helena het toneelstuk                        |
| Ben Foster          | Berke Landers         | Lysander in het toneelstuk                   |
| Melissa Sagemiller  | Allison McAllister    | Hermia in het toneelstuk                     |
| Sisqó               | Dennis Wallace        |                                              |
| Shane West          | Bentley Scrumfeld     | bijnaam Striker; Demetrius in het toneelstuk |
| Colin Hanks         | Felix Woods           |                                              |
| Zoë Saldaña         | Maggie                |                                              |
| Mila Kunis          | Basin                 |                                              |
| Swoosie Kurtz       | Beverly Landers       |                                              |
| Ed Begley jr.       | Frank Landers         |                                              |
| Martin Short        | Desmond Forrest Oates |                                              |
| Kylie Bax           | Dora Lynn             |                                              |
| Carmen Electra      | Moira                 |                                              |
| Colleen Fitzpatrick | zichzelf              |                                              |
| Coolio              | zichzelf              |                                              |
| Christopher Jacot   | Peter Wong            |                                              |

## Prijzen en nominaties
De film werd in 2001 genomineerd voor een Teen Choice Award in de
categorie chemie tussen twee karakters, met name tussen Ben Foster
en Kirsten Dunst.